# Vlad Morar
Vlad Morar (n. 1 august 1993, Crișeni, România) este un fotbalist român, care joacă pe post de atacant la Argeș în Liga a II-a.
În iunie 2022, a semnat un contract cu Farul Constanța, și a plecat la finalul contractului, după un an în care a câștigat titlul național, marcând 4 goluri în 21 de meciuri de campionat.